# إي. بي. وايت
إي. بي. وايت (بالإنجليزية: E. B. White)‏ (11 يوليو 1899 في مونت فيرنون، نيويورك - 1 أكتوبر 1985 ) شاعر، وكاتب، وصحفي، وروائي، وكاتب سيناريو، ومحرر، وكاتب مقالات، وكاتب للأطفال من الولايات المتحدة.

## الجوائز
- PEN New England Award [الإنجليزية]‏
- جائزة بوليتزر عن فئة الجوائز الخاصة والاستشهادات
- وسام الحرية الرئاسي
- جائزة أدب الأطفال للتراث [الإنجليزية]‏
- Newbery Honor [الإنجليزية]‏
- جائزة هانس كريستيان أندرسن

## روابط خارجية
- إي. بي. وايت على موقع IMDb (الإنجليزية)
- إي. بي. وايت على موقع الموسوعة البريطانية (الإنجليزية)
- إي. بي. وايت على موقع ميوزك برينز (الإنجليزية)
- إي. بي. وايت على موقع أول موفي (الإنجليزية)
- إي. بي. وايت على موقع قاعدة بيانات برودواي على الإنترنت (الإنجليزية)
- إي. بي. وايت على موقع قاعدة بيانات الأفلام السويدية (السويدية)
- إي. بي. وايت على موقع إن إن دي بي (الإنجليزية)
- إي. بي. وايت على موقع ديسكوغز (الإنجليزية)
- إي. بي. وايت على موقع قاعدة بيانات الفيلم (الإنجليزية)